# Morangles
Morangles je francouzská obec v departementu Oise v regionu Hauts-de-France. V roce 2010 zde žilo 393 obyvatel.

## Vývoj počtu obyvatel
Počet obyvatel 